# Onychodactylus nipponoborealis
Espèce
Onychodactylus nipponoborealis est une espèce d'urodèles de la famille des Hynobiidae.

## Répartition
Cette espèce est endémique de Honshū au Japon. Elle se rencontre dans la région de Tōhoku dans les préfectures de  Yamagata, de Miyagi, de Akita, de Iwate et de Aomori.

## Étymologie
Son nom d'espèce lui a été donné en référence au lieu de sa découverte, le Japon boréal.

## Publication originale
- Poyarkov, Che, Min, Kuro-o, Yan, Li, Iizuka & Vieites, 2012 : Review of the systematics, morphology and distribution of Asian Clawed Salamanders, genus Onychodactylus (Amphibia, Caudata: Hynobiidae), with the description of four new species. Zootaxa, no 3465, p. 1–106.